# Гоздевица
Гоздевица (болг. Гоздевица) — село в Болгарии. Находится в Смолянской области, входит в общину Смолян. Население составляет 8 человек.

## Политическая ситуация
В местном кметстве Арда, в состав которого входит Гоздевица, должность кмета (старосты) исполняет Недко Емилов Юруков (Граждане за европейское развитие Болгарии (ГЕРБ)) по результатам выборов правления кметства в 2011 году, прежде кметом был Емил Асенов Башев (Болгарская социалистическая партия (БСП)) по результатам выборов правления кметства в 2007 году.